# Cavan, Côtes-d'Armor
Cavan (tiếng Breton: Kawan) là một xã của tỉnh Côtes-d'Armor, thuộc vùng Bretagne, tây bắc Pháp.

## Dân số
Người dân ở Cavan được gọi là Cavanais.